# Championnats de Russie de tennis de table
Les Championnats de Russie de tennis de table sont une compétition organisée par la Fédération russe de tennis de table depuis 1992 pour les joueurs de tennis de table russes, dont les vainqueurs remportent le titre de champion de Russie. Outre les compétitions individuelles, des compétitions par équipes sont également organisées entre les équipes des entités constitutives de la Fédération de Russie .

## Histoire
La Fédération russe de tennis de table a célébré son 50e anniversaire en 2000. En 1950, du 11 au 15 novembre, s'est tenu le 1er championnat de la RSFSR, auquel ont participé 14 hommes de 6 villes. Le premier champion russe est M. Raisler de Bereznyakov. Ensuite, la section de tennis de table a été créée, dont la direction a été proposée à VS Ivanov. En 1959, la section panrusse a été transformée en Fédération de tennis de table de la RSFSR. VS Ivanov a été élu premier président. Au début des années 60, il est remplacé par Ya.S. Likhterman, qui a travaillé jusqu'en 1988. Les années suivantes, la fédération a été dirigée par K. Dmitrov jusqu'à l'effondrement de l'URSS.
En novembre 1951, le premier championnat individuel d'URSS a eu lieu à Vilnius, auquel ont participé 64 hommes les plus forts et 32 femmes. Le titre de champion d'URSS a été remporté par A. Hakobyan d'Erevan, qui a battu le Moscovite F. Dushkesas en finale 3: 0. A. Mittov (Estonie) est devenue championne chez les femmes en battant B. Balaishene (Lituanie). Les Lituaniens V. Varyakois et V. Dzindzilyauskas sont devenus champions en double masculin, V. Ushakova (Moscou) et J. Torosyan (Arménie) en double féminin, et les Lituaniens O. Zhilevichute et V. Dzindzilyauskas en double mixte. Un fait intéressant est que dans les 10 premières années (1951-1960), la Lituanie a remporté 40 (sur 80) médailles d'or des championnats d'URSS, mais ensuite le centre des médailles s'est déplacé à Moscou et dans le Caucase.
Depuis 1951, les championnats individuels du pays ont lieu chaque année. Il s'agit d'abord des championnats d'URSS (1951-1991), puis de la CEI en 1992, et de 1992 à nos jours, du championnat de Russie.

## Palmarès
| Année | Simple messieurs   | Simples femmes       | Double messieurs                   | Doubles dames                           | Mixte                                |
| ----- | ------------------ | -------------------- | ---------------------------------- | --------------------------------------- | ------------------------------------ |
| 1992  | Maxime Shmyrev     | Galina Melnik        | Dmitri Abramenko Evgeny Brainin    | Elena Komrakova Oksana Fadeeva          | Maxim Shmyrev Elena Komrakova        |
| 1993  | Dmitri Samsonov    | Tatiana Medvedeva    | Sergueï Andrianov Youri Ryzhov     | Svetlana Bakhtina Tatiana Kulagina      | Maxim Shmyrev Elena Komrakova        |
| 1994  | Maxime Shmyrev     | Svetlana Bakhtina    | Sergueï Andrianov Dmitri Samsonov  | Elena Abaimova Olga Kashulina           | Sergueï Andrianov Svetlana Bakhtina  |
| 1995  | Alexeï Smirnov     | Galina Melnik        | Sergueï Noskov Evgueni Fadeev      | Elena Abaimova Olga Kashulina           | Maxim Shmyrev Oksana Fadeeva         |
| 1996  | Maxime Shmyrev     | Ekaterina Edel       | Alekseï Smirnov Denis Gavrilov     | Svetlana Bakhtina Oksana Fadeeva        | Dmitri Samsonov Elena Yakovleva      |
| 1997  | Dmitri Mazounov    | Galina Melnik        | Andreï Mazounov Dmitri Mazounov    | Svetlana Bakhtina Galina Melnik         | Maxime Shmyrev Galina Melnik         |
| 1998  | Dmitri Mazounov    | Svetlana Bakhtina    | Andreï Mazounov Dmitri Mazounov    | Svetlana Bakhtina Galina Melnik         | Denis Gavrilov Anna Isaeva           |
| 1999  | Maxime Shmyrev     | Svetlana Bakhtina    | Alekseï Smirnov Denis Gavrilov     | Olga Zavedeeva Elena Yakovleva          | Sergueï Tyapkine Elena Yakovleva     |
| 2000  | Maxime Shmyrev     | Oksana Fadeeva       | Sergueï Andrianov Alekseï Smirnov  | Anastasia Voronova Evgenia Petukhova    | Maxim Shmyrev Oksana Fadeeva         |
| 2001  | Evgeniy Fadeev     | Svetlana Ganina      | Sergueï Andriyanov Evgeny Fadeev   | Galina Melnik Kulagina Tatiana          | Oleg Kupriyanov Anastasia Voronova   |
| 2002  | Alexeï Smirnov     | Oksana Fadeeva       | Fedor Kuzmin Maxim Shmyrev         | Galina Melnik Oksana Fadeeva            | Maxim Shmyrev Oksana Fadeeva         |
| 2003  | Sergueï Andrianov  | Tatiana Kulagina     | Sergueï Andriyanov Evgeny Fadeev   | Galina Melnik Oksana Fadeeva            | Evgeniy Petrukhin Anastasia Voronova |
| 2004  | Fedor Kuzmine      | Natalia Pyaterikova  | Denis Anikine Igor Rubtsov         | Svetlana Ganina Irina Palina            | Alexeï Liventsov Anastasia Voronova  |
| 2005  | Dmitri Mazounov    | Svetlana Ganina      | Dmitri Mazunov Alekseï Smirnov     | Galina Melnik Oksana Fadeeva            | Alexeï Liventsov Anastasia Voronova  |
| 2006  | Fedor Kuzmine      | Oksana Fadeeva       | Alexeï Liventsov Igor Rubtsov      | Elena Abaimova Tatiana Kulagina         | Kirill Skachkov Svetlana Krekina     |
| 2007  | Igor Rubtsov       | Julia Prokhorova     | Alexeï Liventsov Igor Rubtsov      | Anastasia Voronova Anna Tikhomirova     | Denis Gavrilov Anna Tikhomirova      |
| 2008  | Sergueï Andrianov  | Anastasia Voronova   | Sergueï Andrianov Evgeny Regentov  | Anastasia Voronova Anna Tikhomirova     | Arthur Grigoriev Svetlana Krekina    |
| 2009  | Alexeï Smirnov     | Irina Kotikhina      | Fedor Kuzmin Alekseï Smirnov       | Elena Abaimova Tatiana Kulagina         | Evgeny Fadeev Oksana Fadeeva         |
| 2010  | Mikhaïl Gladychev  | Anna Tikhomirova     | Sergueï Andrianov Evgeny Regentov  | Anastasia Voronova Julia Prokhorova     | Igor Rubstov Anna Tikhomirova        |
| 2011  | Viatcheslav Burov  | Julia Prokhorova     | Alexeï Liventsov Mikhaïl Païkov    | Anastasia Voronova Julia Prokhorova     | Alexander Shibaev Anastasia Voronova |
| 2012  | Grigori Vlassov    | Anna Tikhomirova     | Alexeï Liventsov Mikhaïl Païkov    | Yana Noskova Oksana Fadeeva             | Denis Gavrilov Maria Bykova          |
| 2013  | Viatcheslav Burov  | Polina Mikhaïlova    | Alekseï Smirnov Kirill Skachkov    | Anastasia Voronova Julia Prokhorova     | Viatcheslav Burov Olga Baranova      |
| 2014  | Alexander Shibaev  | Olga Baranova        | Ilya Shamin Alexeï Joukov          | Anastasia Voronova Julia Prokhorova     | Grigori Vlasov Yana Noskova          |
| 2015  | Alexeï Smirnov     | Yana Noskova         | Vasily Lakeev Viatcheslav Burov    | Anastasia Voronova Julia Prokhorova     | Kirill Skachkov Oksana Fadeeva       |
| 2016  | Mikhaïl Païkov     | Julia Prokhorova     | Alexeï Liventsov Mikhaïl Païkov    | Elena Abaimova Anna Kozlovskaya         | Alexeï Liventsov Ioulia Prokhorova   |
| 2017  | Alexeï Livencov    | Olga Vorobyova       | Grigori Vlasov Fedor Kuzmin        | Ekaterina Guseva Ioulia Prokhorova      | Viatcheslav Burov Olga Vorobyova     |
| 2018  | Alexander Shibaev  | Polina Mikhaïlova    | Alexeï Liventsov Mikhaïl Païkov    | Anastasia Kolish Valeria Kotsyur [vd]   | Viatcheslav Burov Ioulia Prokhorova  |
| 2019  | Vildan Gadiev      | Svetlana Krekina     | Maxime Grebnev Lev Katsman         | Anna Bikbaeva Svetlana Krekina          | Andreï Baybouldine Anna Bikbaeva     |
| 2020  | Lev Katsman        | Anna Tikhomirova     | Alexeï Liventsov Vildan Gadiev     | Anna Bikbaeva Olga Kulikova             | Alexeï Liventsov Ioulia Prokhorova   |
| 2021  | Kirill Skachkov    | Olga Vorobyova       | Maxime Grebnev Lev Katsman         | Lioubov Tantser Anna Dmitrieva          | Alexeï Liventsov Ioulia Prokhorova   |
| 2022  | Vladimir Sidorenko | Élisabeth Abrahamyan | Maxime Grebnev Lev Katsman         | Olga Vorobyova Yana Noskova             | Lev Katsman Elizabeth Abrahamyan     |
| 2023  | Denis Ivonin       | Élisabeth Abrahamyan | Vladimir Sidorenko Kirill Skachkov | Élisabeth Abrahamyan Ekaterina Zironova | Vladimir Sidorenko Maria Tailakova   |
| 2024  | Maxime Grebnev     | Élisabeth Abrahamyan | Vladimir Sidorenko Kirill Skachkov | Arina Slautina Maria Tailakova          | Maxim Bokov Valeria Kotsyur          |
| 2025  | Maxime Grebnev     | Élisabeth Abrahamyan | Dmitri Vinogradov Evgueni Tikhonov | Vlada Voronina Maria Panfilova          | Lev Katsman Elizabeth Abrahamyan     |